# Sverige i European Youth Winter Olympic Festival 2009
Sverige deltog i European Youth Winter Olympic Festival 2009. Sverige deltog med 15 aktiva i konståkning, alpin skidåkning och skidskytte. Skidskytten Ingela Andersson bar den svenska fanan på invigningen av tävlingarna och var därmed fanbärare. De svenska idrottarna vann totalt sex medaljer, två guld, tre silver och ett brons.

## Medaljer

### Guld
- Alpin skidåkning
  - Damernas slalom: Emelie Wikström[3]
- Skidskytte
  - Damernas jaktstart: Ingela Andersson[4]

### Silver
- Alpin skidåkning
  - Damernas slalom: Frida Svedberg[3]
  - Herrarnas slalom: Carl Johan Öster[5]
- Konståkning
  - Damer: Joshi Helgesson[6]

### Brons
- Alpin skidåkning
  - Herrarnas storslalom: Carl Johan Öster[5]

## Trupp
Sveriges Olympiska Kommitté skickade 15 idrottare till tävlingarna, de tävlade i tre sporter.

Konståkning:
- Joshi Helgesson

Alpin skidåkning:
- Frida Svedberg
- Nathalie Eklund
- Sara Hector
- Emelie Vikström
- Daniel Steding
- Carl-Johan Öster
- Carl-Magnus Behm
- Joakim Lindgren

Skidskytte:
- Madeleine Norman
- Anna-Maria Wikström
- Ingela Andersson
- Simon Hallström
- Anton Öqvist
- Daniel Gustafsson